# Katie Britt
Katie Elizabeth Britt (2 de fevereiro de 1982) é uma política e advogada norte-americana que, desde 2023, serve como Senadora dos Estados Unidos pelo estado do Alabama. Filiada ao Partido Republicano, Britt é notável por ser a primeira mulher eleita ao Senado dos EUA representando o Alabama, além de ser a mulher republicana mais jovem a conquistar um assento no Senado. Antes de sua eleição, Britt atuou como CEO do Conselho de Negócios do Alabama, cargo que ocupou de 2019 a 2021. Anteriormente, de 2016 a 2018, ela foi chefe de gabinete do senador Richard Shelby, seu antecessor no Senado.

## Vida e educação precoce
Britt nasceu em Enterprise, Alabama, filha de Julian e Debra Boyd. Cresceu em uma família trabalhadora e, durante sua juventude, participou ativamente no negócio familiar. A família residia próxima ao Forte Novosel (anteriormente conhecido como Fort Rucker), no Condado de Dale, Alabama. Seu pai era proprietário de uma loja de ferragens e, posteriormente, de uma concessionária de barcos, enquanto sua mãe era dona de um estúdio de dança.
Britt concluiu o ensino médio na Enterprise High School, onde foi uma estudante dedicada e entusiasta. Após se formar em 2000, ingressou na Universidade do Alabama, onde estudou Ciência Política. Durante seu tempo na universidade, Britt destacou-se como líder estudantil, sendo eleita presidente da Associação de Governo Estudantil. Ela se graduou em 2004 com um Bacharelado em Ciências. Posteriormente, ela decidiu seguir carreira na área jurídica e frequentou a Faculdade de Direito da Universidade do Alabama, onde obteve o título de Juris Doctor em 2013.
A trajetória educacional de Britt, marcada por sua dedicação e liderança, preparou o caminho para sua carreira política, onde tem sido uma figura influente e pioneira no cenário político americano.

## Direito e carreira em assuntos públicos
Depois de se formar na Universidade do Alabama, Britt juntou-se ao pessoal do senador dos EUA Richard Shelby em maio de 2004 como Secretário de Imprensa adjunta. Ela foi promovida a secretária de imprensa lá. Em 2007, ela deixou a equipe de Shelby e trabalhou como assistente especial do presidente da Universidade do Alabama, Robert Witt. Na Faculdade de Direito da Universidade do Alabama, ela participou do Tribunal de Mota Tributária.
Após a faculdade de direito, Britt trabalhou pela primeira vez na Johnston Barton Proctor & Rose LLP em Birmingham. Quando a empresa fechou em março de 2014, Britt e 17 ex-funcionários se juntaram ao escritório de Birmingham da Butler Snow LLP. Ela começou a filial de assuntos governamentais da empresa. Em novembro de 2015, Britt tomou uma licença de Butler Snow para voltar ao pessoal de Shelby, trabalhando em sua campanha de reeleição como gerente adjunto de campanha e diretor de comunicações.
Em 2016, Shelby nomeou Britt seu chefe de gabinete,  e chefe de sua Força de Trabalho de Nomeação Judiciária. Em maio de 2016, a Yellowhammer News prevê Britt como uma das "pessoas que vão estar dirigindo Alabama em alguns anos".
Em dezembro de 2018, Britt foi selecionada como presidente e CEO do Conselho de Negócios do Alabama, a partir de 2 de janeiro, sendo a primeira mulher a liderar a organização. Como chefe do que o Alabama Daily News chamou de uma das "organizações políticas mais influentes" do estado, ela se concentrou na força de trabalho e no desenvolvimento econômico através de incentivos fiscais, e abordou o sistema prisional do estado e a participação no Censo dos Estados Unidos de 2020. Durante a Pandemia de COVID-19 em 2020, ela liderou um esforço de "Keep Alabama Open" para autogovernar os assuntos de negócios, evitando fechamentos e mantendo o emprego. Em abril de 2021, ela foi eleita para o conselho de administração da Alabama Wildlife Federation. Britt renunciou a seus cargos no Conselho de Negócios do Alabama em junho de 2021, em meio a especulações da mídia de que ela iria concorrer ao Senado dos EUA.

## Senado dos Estados Unidos

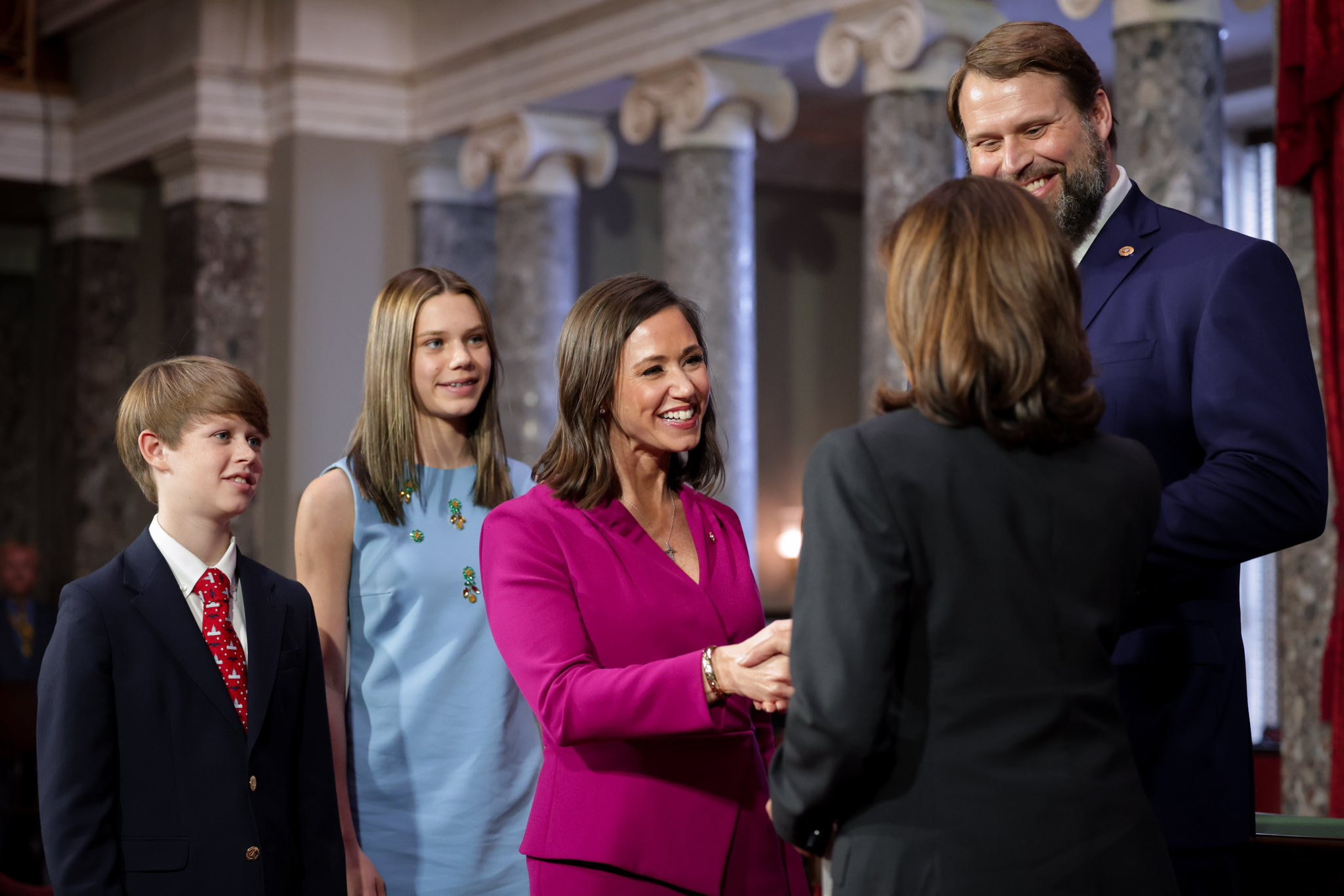
Britt e sua família na sua posse com a vice-presidente Kamala Harris, em 2023

### Eleção de 2022
Em 8 de junho de 2021, Britt anunciou sua candidatura nas primárias republicanas para as eleições do Senado de 2022 em Alabama. Ela nunca havia se candidato a cargos públicos e gradualmente subiu nas urnas à medida que a corrida continuava.
Durante sua candidatura ao Senado, Katie Britt alinhou-se publicamente com o ex-presidente Donald Trump e apoiou suas alegações infundadas de fraude nas eleições presidenciais de 2020. Na corrida pelas primárias republicanas, Britt avançou para o segundo turno, enfrentando o representante Mo Brooks. Em 10 de junho de 2022, Trump endossou oficialmente Britt, descrevendo-a como "a defensora destemida da América Primeiro", após retirar seu apoio a Brooks. Na segunda rodada das primárias, realizada em 21 de junho de 2022, Britt derrotou Brooks com uma significativa vantagem de 63% dos votos. Posteriormente, ela conquistou a vitória nas eleições gerais de 8 de novembro com ampla margem.
Depois de vencer a eleição, Britt se tornou a primeira mulher eleita senadora dos EUA do Alabama (senadoras americanas anteriores do Alabama tinham sido nomeadas para o cargo). Ela também foi a mulher republicana mais jovem eleita senadora dos EUA e a segunda mulher mais jovem no geral (a democrata Blanche Lincoln sendo a mais jovem).

### Atividade
Britt assumiu o cargo em 3 de janeiro de 2023. Após as eleições de liderança para o 118o Congresso dos Estados Unidos, ela não disse se apoiou Mitch McConnell ou Rick Scott para o Líder da Minoria do Senado. Antes de assumir o cargo, ela foi selecionada como a única senadora nova a servir no Conselho Consultivo do Partido Republicano recém-formado do Comitê Nacional Republicano.
O primeiro voto de Britt no Senado dos EUA foi contra um candidato do governo Biden para um cargo no Departamento de Defesa. Durante seu primeiro mês no cargo, ela patrocinou oito projetos de lei e visitou a Fronteira México-Estados Unidos duas vezes. Ela continuou visitando a fronteira enquanto patrocinava projetos de lei para reduzir a imigração ilegal, bem como o financiamento para um muro de fronteira.
Em fevereiro de 2023, a CoinDesk relatou que Britt era um dos três membros da delegação do Congresso do Alabama que recebeu dinheiro da FTX, uma bolsa de criptomoedas falida, ao lado de Robert Aderholt e Gary Palmer. Seu escritório respondeu a uma pergunta da CoinDesk afirmando que o dinheiro havia sido doado. Como membro do Comitê do Senado sobre Apropriações, Britt se juntou a 22 outros senadores em março de 2023 para pedir uma emenda à Constituição dos EUA que exigisse um orçamento equilibrado a cada ano, ao mesmo tempo em que criticava os planos orçamentários do governo Biden.
Em março de 2023, depois que as forças policiais mexicanas ocuparam um porto em Quintana Roo, propriedade da Vulcan Materials Company, com sede em Birmingham, Britt se juntou a outros membros da delegação do Congresso do Alabama na negociação da retirada das forças. Ela chamou a tomada de posse ilegal e se reuniu com autoridades mexicanas na Embaixada de Washington, DC, condenando as ações tomadas no porto. O pessoal mexicano retirou-se do porto até o final do mês.
Durante a crise do teto de dívida dos Estados Unidos de 2023, Britt votou contra a Lei de Responsabilidade Fiscal de 2023. Em um comunicado emitido após a votação, Britt disse: "nós devemos fazer mais", tendo querido cortes de gastos mais do que estavam no projeto de lei.

#### Resposta ao endereço "Estado da União" de 2024
Em 7 de março de 2024, Britt deu a resposta republicana ao discurso do presidente Joe Biden sobre o estado da União, que ele fez no início da noite. Ela criticou as políticas de Biden sobre imigração e economia, chamando Biden de "descrescimento e diminuição", e disse que os republicanos "apoiam fortemente o acesso contínuo a fertilização in vitro em todo o país".
Após assumir o cargo, Katie Britt acusou o presidente Joe Biden de ser responsável pelo aumento da imigração na fronteira e afirmou que havia visitado a região imediatamente após sua posse. Em um discurso, Britt relatou o caso de uma mulher que, segundo ela, foi "traficada por cartéis a partir dos 12 anos de idade". Britt expressou indignação com a situação, afirmando que "estaria bem se isso acontecesse em um país do Terceiro Mundo. Este é os Estados Unidos da América, e é tempo de começarmos a agir como tal. As políticas de fronteira do presidente Biden são uma vergonha." Ela sugeriu, implicitamente, que a mulher havia sido recentemente vítima de abuso nos EUA como resultado das políticas de imigração de Biden.

##### Verificação de fatos de uma história enganosa de tráfico sexual
Em um post no TikTok que se tornou viral, o jornalista Jonathan M. Katz foi a primeira pessoa a identificar a mulher não identificada de Britt como Karla Jacinto Romero. Jacinto tinha 12 anos em 2004 quando foi forçada a se prostituir em bordéis mexicanos; ela fugiu quatro anos depois. Jacinto não foi traficado para os EUA, cujo presidente na época era George W. Bush, não Biden. O diretor de comunicação de Britt confirmou mais tarde ao Washington Post que Britt se referia a Jacinto. Jacinto disse que os Cartéis de drogas não estavam envolvidos em sua experiência, embora Britt em outra ocasião disse que eles estavam. O New York Times ligou a Jacinto no México e foi dito que ela descobriu nas redes sociais sobre Britt contando sua história durante o discurso. Jacinto disse que "achei muito estranho" e que preferia manter a política fora de seu trabalho para parar o tráfico. O Times chamou o relato de Britt de "altamente enganoso e inadequadamente contextualizado". Jacinto disse à CNN que Britt "deve primeiro levar em conta o que realmente acontece antes de contar uma história dessa magnitude" e que ela não se encontrou com Britt individualmente, como Britt havia implicado, mas em um evento com outros ativistas e funcionários do governo. Jacinto havia contado sua história a um comitê do Congresso em Washington em 2015, que não tinha nada a ver com a fronteira dos EUA ou "cartéis". Um porta-voz da Casa Branca observou que Britt votou contra a lei de imigração bipartidária de 2024, sua rejeição veio depois que Trump incentivou os republicanos a rejeitá-la.
Britt finalmente reconheceu que a experiência de Jacinto precedeu a presidência de Biden, mas continuou a criticar suas políticas de imigração.

##### Reações
O discurso de Britt recebeu críticas mistas que vão desde confusão até consternação, incluindo dos republicanos. Trump elogiou e escreveu: "Katie Britt era um GRANDE contraste com uma 'Presidente' zangada e obviamente muito perturbada" em sua plataforma de mídia social, Truth Social. O senador Mitch McConnell elogiou seu discurso dizendo: "Eu tenho zero críticas de sua performance. Eu pensei que era realmente excelente". A ex-assistente de Trump Alyssa Farah Griffin chamou a decisão de Britt de dar seu discurso de uma cozinha "bizarre", e o representante democrata Brendan Boyle criticou Britt "overacting". A revista de Nova York, Intelligencer, descreveu o discurso como "luz e banal" e entregou com uma "amplia gama de emoções exageradas";  The Independentes escreveu que os jornalistas zombaram dele online como "drâmico", "assustador" e "insincere". Dois dias depois, o Saturday Night Live lampeou a resposta no que o Washington Post chamou de uma "parodia de picadas" na qual Britt (retratada por Scarlett Johansson) fez um teste para o papel de "Mãe Assustadora".

## Posições políticas

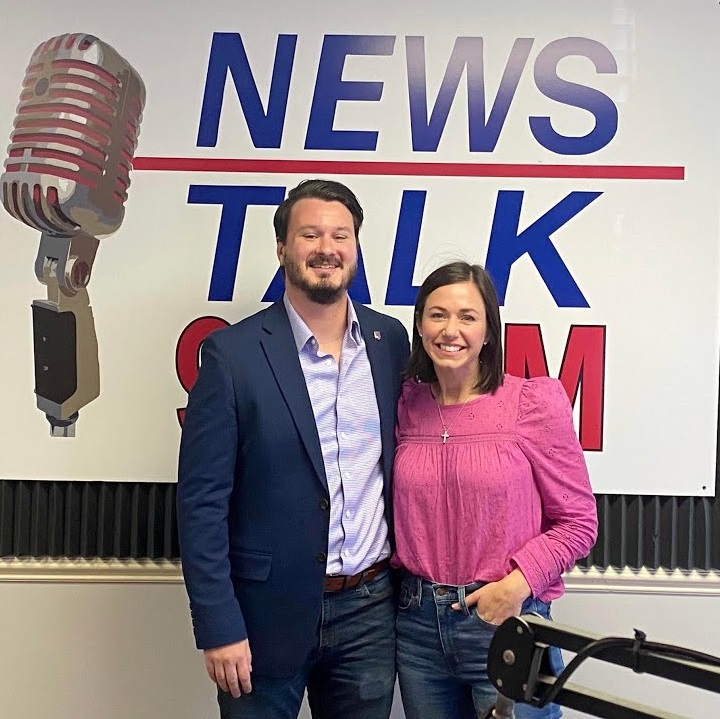
Britt com o apresentador de rádio Joey Clark em 2021

Britt tem pontos de vista conservadora.

### Aborto
Katie Britt adota uma postura pró-vida, uma posição amplamente debatida durante a eleição para o Senado dos EUA em 2022. Seus primeiros anúncios televisivos destacaram sua visão de que a vida começa na concepção e compararam o aborto tardio ao assassinato. Em maio de 2022, pouco antes da primeira rodada das primárias republicanas, seu adversário Michael Durant criticou sua posição sobre o aborto, citando uma resolução aprovada pelo Senado Estudantil durante sua presidência na Associação de Governo Estudantil da Universidade do Alabama. A resolução solicitava que a pílula do dia seguinte fosse disponibilizada na farmácia do centro de saúde da universidade, que já a fornecia na época. Em resposta, a campanha de Britt esclareceu que ela não apoiou nem votou na resolução e não tinha autoridade para vetá-la devido às limitações de sua posição. Essas alegações foram corroboradas pelo Alabama Political Reporter, com base em registros do The Crimson White, da época em que Britt presidia a associação. A campanha de Britt reforçou seu compromisso em "manter a santidade da vida" se ela fosse eleita senadora.
Britt respondeu à decisão de 2024 do Supremo Tribunal do Alabama de que os embriões congelados devem ser considerados seres vivos dizendo que "defender a vida e garantir o acesso contínuo aos serviços de FIV para pais amorosos não são mutuamente exclutivos". Posteriormente, ela defendeu leis estaduais e nacionais para proteger os direitos das famílias a buscar serviços de FIV. Britt apoiou o plano de Donald Trump de deixar o aborto como uma questão estatal.

### Educação
Em julho de 2021, Britt apoiou uma moção do governador do Alabama, Kay Ivey, para proibir o ensino da teoria da raça crítica nas escolas públicas. Ela foi chamada de "proponente vocal" da escolha escolar pela Yellowhammer News.
Em abril de 2022, Britt disse: "Nossas escolas devem se concentrar na educação, não no doutrinação. É claro que nossos alunos mais jovens não devem estar aprendendo sobre sexo na sala de aula - esse é o papel dos pais, não dos professores. Precisamos de trazer Deus de volta para nossas salas de aula e devolver os alunos a dizer o Juramento de Lealdade todos os dias enquanto defendem nossa bandeira".

### Política externa
Britt é um crítico do Partido Comunista Chinês. Em agosto de 2022, acusou a Administração Biden de inacção e "fraqueza total" em relação à China, destacando as Crises humanitárias na China, bem como seu domínio na indústria, dizendo que a China estava "tomando empregos". Em setembro de 2022, ela se juntou a outros republicanos ao acusar a plataforma de mídia social TikTok de ser um "Cavalo de Tróia" para o Partido Comunista Chinês. Em outubro de 2022, Britt prometeu co-patrocinar um projeto de lei introduzido pelos senadores Tommy Tuberville e Tom Cotton para impedir que empresas chinesas comprem terras agrícolas americanas.

### Direitos de armas
Após a aprovação da Lei de Proteção de Nossos Crianças em junho de 2022, Britt disse à 1819 News que acredita que as leis de bandeira vermelha são um "portal para impulsionar uma agenda de desarmamento". Ela se opõe a leis de armas que, segundo ela, violam a Segunda Emenda. Ela chamou a Segunda Emenda de "um controle crítico contra a tirania atemporal do governo".

### Imigração
Britt apoia a redução da imigração legal "a um nível razoável" e a prioridade das competências e méritos sobre as associações familiares. Ela disse que introduzirá legislação para impedir que a cidadania de nascimento seja aplicada a crianças cujos pais entraram ilegalmente no país. Ela também apoia e prometeu patrocinar a Lei RAISE, introduzida pela primeira vez pelo senador Tom Cotton em 2017.

### Direitos LGBT
Em abril de 2022, Britt expressou apoio à Lei de Proteção da Criança Vulnerável de Alabama (SB184), que criminaliza cirurgias de afirmação de gênero para Jovens transgêneros, bem como HB322, que foi modelado após a Lei dos Direitos dos Pais na Educação da Flórida e exige que os alunos usem apenas banheiros que se alinham com o gênero listado em seu certificado de nascimento.

### Tecnologia
Após sua eleição para o Senado dos EUA, Katie Britt destacou a expansão do acesso à banda larga como uma de suas principais prioridades. Em dezembro de 2022, após a divulgação dos Arquivos do Twitter, Britt se uniu aos representantes do Alabama, Jerry Carl e Barry Moore, para solicitar uma reforma à Seção 230. Ela criticou a Big Tech e expressou sua expectativa para as audiências do Congresso, que visariam "chegar ao fundo do que aconteceu no Twitter em 2020".

### Lei de Responsabilidade Fiscal de 2023
Britt estava entre os 31 republicanos do Senado que votaram contra a aprovação final da Lei de Responsabilidade Fiscal de 2023.

## Vida pessoal
Katie Britt é casada com Wesley Britt, um ex-jogador da NFL. Eles se conheceram enquanto frequentavam a Universidade do Alabama, e se casaram em 8 de março de 2008. Eles vivem em Montgomery, Alabama, e têm dois filhos.